# Senefanch
Senefanch war ein altägyptischer Architekt, der wohl in der 4. oder 5. Dynastie (26./25. Jahrhundert v. Chr.) tätig war.
Senefanch ist heute nur noch von der Erwähnung im Grab seines Sohnes Kaiemheset, eines Architekten, Baumeisters und Bildhauers, bekannt, das nördlich der Teti-Pyramide oder der Djoser-Pyramide gefunden wurde. Der Sohn ließ in Sakkara ein Mastaba-Familiengrab anlegen, in dem zudem die Bauleiter Kaipunesu(t) und Memi sowie auf einer Holztür Hetepka erwähnt werden. Die beiden ersten waren auch Söhne des Senefanch und Brüder des Kaiemheset, wahrscheinlich auch Hetepka, wobei bei diesem die familiäre Beziehung nicht vollständig gesichert ist.